# 清净
清净，字面意思為乾淨、純淨，是佛教、道教用語，也是中文數詞。

## 宗教用語

### 佛教
清淨，是佛教中所教导的一种内心状态，為無欲樂無求，專心專一的内心狀態。常被當成涅槃的同義詞。

#### 詞源
在巴利文與梵文中，的字根來自sudha，意為太陽或甘露，引申為純潔、潔淨之意。由這個單字衍生出與等字，意義大致相同。

### 道教
道家經典《道德經》很早就有“清靜無為”語，“清靜”也作“清淨”，後成爲道教的常用語，如《太上老君說常清靜經》等。

## 中文數字
在中文数字中，清淨可以用來稱呼一個數字，即10-21，這個字平時很少使用，一般使用国际单位制词头仄普托。